# Невелике тихе весілля
Невелике тихе весілля (англ. A Quiet Little Wedding) — американська короткометражна кінокомедія Вілфреда Лукаса 1913 року з Роско Арбаклом в головній ролі.

## У ролях
- Роско ’Товстун’ Арбакл — Фатті
- Мінта Дарфі — наречена Фатті
- Чарльз Інслі — суперник Фатті
- Чарльз Ейвері — міністр
- Емма Кліфтон — весільний гість
- Біллі Гілберт — весільний гість
- Вільям Гаубер — весільний гість
- Едгар Кеннеді — весільний гість
- Кертлі Вірджинія — весільний гість
- Генк Манн — весільний гість